# Matthew Herbert
Matthew Herbert (1972) é um músico e produtor de música electrónica britânico. Já actuou com alguns grandes nomes da música atual, incluindo Björk. O seu mais recente álbum chama-se Plat du jour (2006).

## Discografia

### Como Matthew Herbert
- The antioch bypass Ep (1997)
- Let's all make mistakes (2000)
- Mistakes (2001)
- One minute (2001)
- Mistakes (2001)
- Secondhand sounds (2002)
- On your feet Ep (2004)
- Plat du jour (2005)
- The appetiser (2005)
- Score (2007)

### Como Herbert
- Parts Remixed (1996)
- 100 Lbs (1996)
- Parts One Two and Three (1996)
- Around the House (1998)
- Bodily Functions (2001)
- Secondhand Sounds: Herbert Remixes (2002)
- Around the House (2002)
- Scale (2006)

### Como Wishmountain
- Wishmountain is dead - Long live to Radio Boy (1997)

### Como Radio Boy
- The mechanics of destruction (2001)
- Rude Workouts (2005)

### Como DR. Rockit
- The music of sound (1996)
- Indoor fireworks (2000)
- The unnecessary history of Doctor Rockit (2004)

### Como Matthew Herbert Big Band
- Goodbye swingtime (2003)
- There’s me and there’s you (2008)